# Coco (musikalbum)
Coco är den amerikanska singer-songwritern Colbie Caillats debutalbum som släpptes 17 juli 2007. Albumet kom in på femte plats på Billboard 200 då det såldes i 51 000 exemplar den första veckan. Till och med den 29 april 2009 hade albumet sålt 1 916 000 exemplar i USA. Albumet har blivit certifierat för platina av RIAA. Colbie berättade i en intervju för latinamerikanska MTV att hon valde namnet 'Coco' eftersom det är det smeknamn som hennes föräldrar och vänner använder på henne.

## Låtlista
1. "Oxygen" - 3:51
2. "The Little Things" - 3:45
3. "One Fine Wire" - 3:36
4. "Bubbly" - 3:16
5. "Feeling Show" - 3:09
6. "Midnight Bottle" - 3:40
7. "Realize" - 4:05
8. "Battle" - 4:04
9. "Tailor Made" - 4:29
10. "Magic" - 3:24
11. "Tied Down" - 3:06
12. "Capri" - 2:57

## Mottagande
Kritikerna gav blandade recensioner av albumet. Allmusic skriver "hon sjunger om enkla, alldagliga saker på ett anspråkslöst sätt och vinner på sina melodier och sin alldagliga charm". Caryn Ganz (Rolling Stone) skrev att Caillat har "en soulfull swing, men med ett dussin soliga låtar så är hon svår att precisera."
Capri är den enda låt som Caillat har skrivit helt själv. Den är med i filmen Stephanie Daley.

## Listplaceringar
| Land (2007)                        | Topplacering | Certifiering |
| ---------------------------------- | ------------ | ------------ |
| USA Billboard 200                  | 5            | Platina      |
| USA Billboard Comprehensive Albums | 5            | Platina      |
| Frankrike (nedladdning)            | 4            | —            |
| Frankrike                          | 15           | —            |
| Norge                              | 6            | —            |
| Danmark                            | 8            | —            |
| Sverige                            | 15           | —            |
| Holland                            | 11           | —            |
| Nya Zeeland                        | 12           | —            |
| Australien                         | 13           | Guld         |
| Tyskland                           | 15           | —            |
| Schweiz                            | 23           | —            |
| Grekland                           | 30           | —            |
| Portugal                           | 12           | —            |
| Österrike                          | 26           | —            |